# Luxexpo

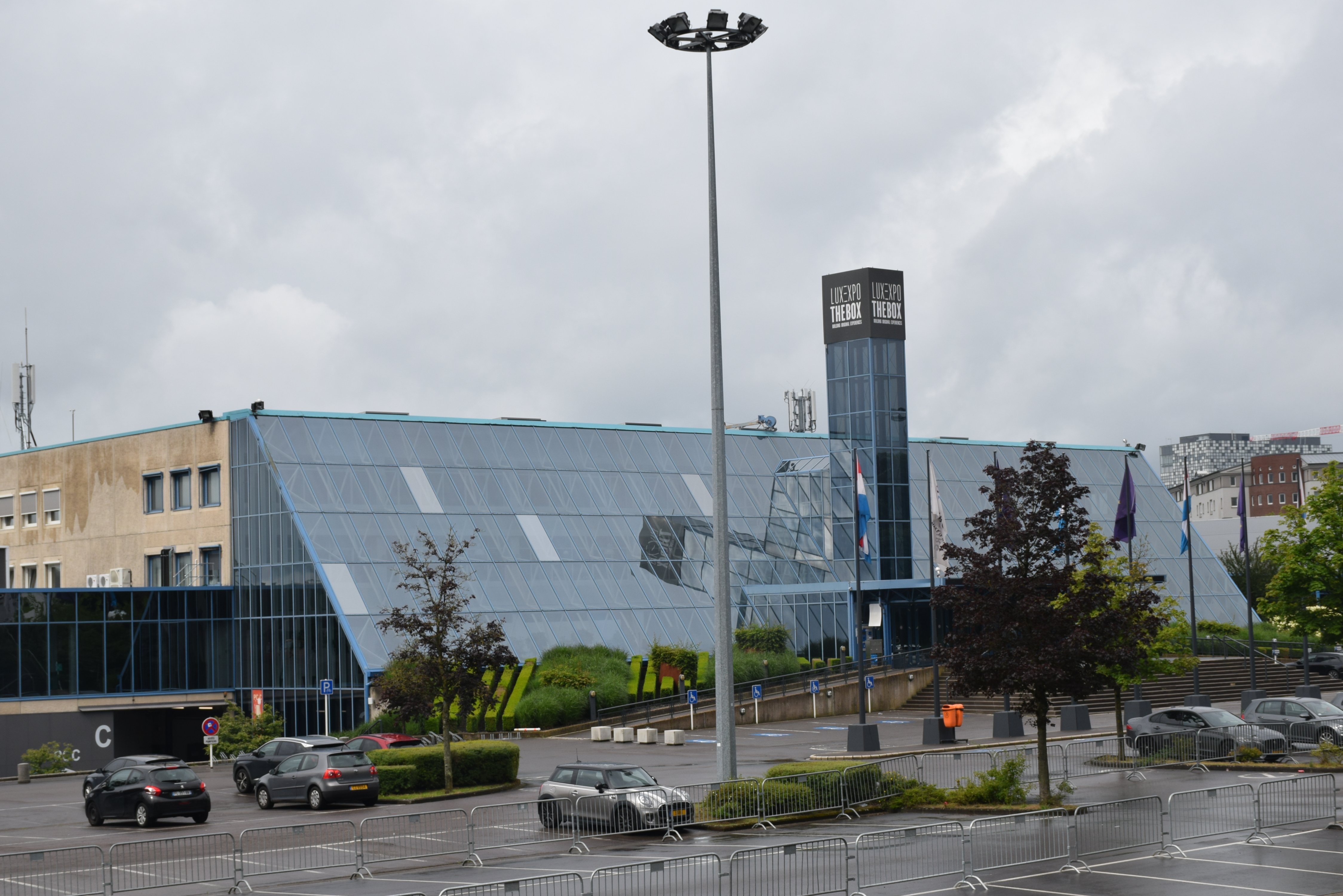
Luxexpo Eingang Nord

Luxexpo ist das Messe- und Kongresszentrum der Stadt Luxemburg. Es befindet sich auf dem Kirchberg-Plateau.
Das Zentrum unterhält sieben Hallen sowie verschiedene Säle.

## Geschichte
Bereits ab 1922 fand eine Handelsmesse in Luxemburg statt, die ab 1935 in der Victor-Hugo-Halle im Stadtteil Limpertsberg durchgeführt wurde. 1952 wurde die Messegesellschaft Foire Internationale gegründet. 1974 zog das Unternehmen auf den Kirchberg und veranstaltete dort die Frühjahrs- und Herbstmesse.
1991 wurde das neue Kongresszentrum eröffnet. 2004 wurde der Name Luxexpo angenommen. 2017 wurde nach einem Umbau das Zentrum in Luxexpo The Box umbenannt.

## Verkehrsanbindung

### Bahn
Das Messegelände verfügt mit der Straßenbahnhaltestelle Luxexpo im Netz der Stater Tram über eine Anbindung an den Bahnhof Luxemburg, den Bahnhof Pfaffenthal-Kirchberg und die Innenstadt.

### Auto
Das Messegelände ist über eine Schnellstraße mit dem Flughafen Luxemburg, der Innenstadt und dem restlichen Umland verbunden. Vor Ort befinden sich 2 Parkhäuser und ein Parkplatz.